# Hendrikus Matheus Horrix

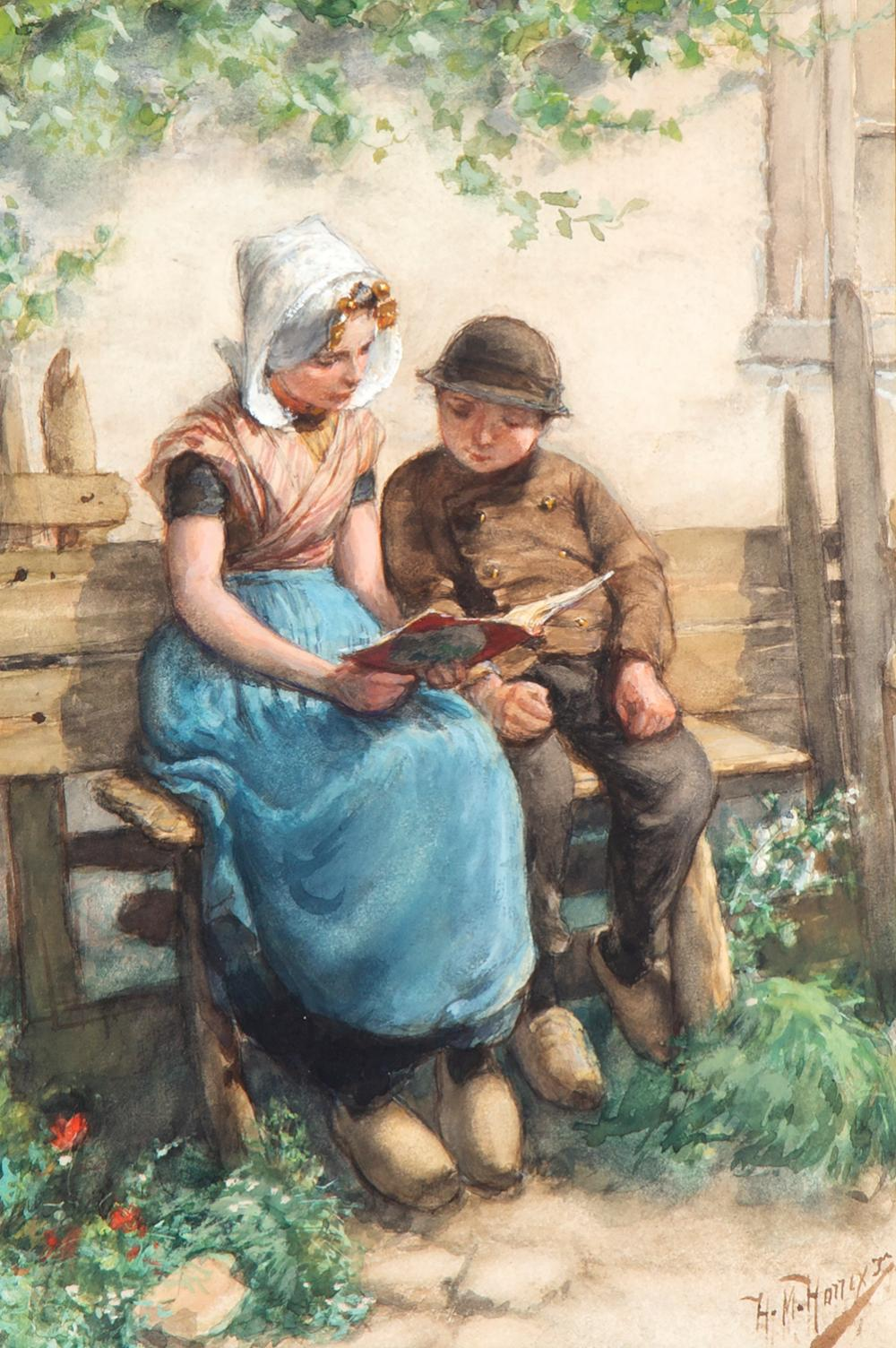
Lesende Zeeländer Kinder auf einer Bank

Hendrikus Matheus Horrix  (* 30. Mai 1845 in Den Haag; † 7. Oktober 1923 ebenda) war ein niederländischer Genremaler und Möbeldesigner. Seine Familie besaß eine bekannte Möbelwerkstatt.
Horrix studierte an der Koninklijke Academie van Beeldende Kunsten in Den Haag und dann bei Philip Lodewijk Jacob Frederik Sadée. Er studierte auch an der Akademie der bildenden Künste in Löwen (Louvain, Belgien) und blieb von 1866 bis 1870 zusammen mit seinem Bruder Frans in Paris.
Horrix spezialisierte sich auf die Darstellung des Volkslebens Zeelands, insbesondere von Genreszenen und Landschaften, im realistischen Stil der Haager Schule. 
Horrix erstellte auch viele Möbeldesigns für das Unternehmen seiner Familie.